# Villa Castelli (Argentina)
Villa Castelli è una città dell'Argentina, appartenente alla provincia di La Rioja, situata nella parte nord-occidentale della provincia.